# King of Skate
King Of Skate is de 61ste aflevering van VTM's politieserie Zone Stad. De aflevering wordt in Vlaanderen voor het eerst uitgezonden op 26 april 2010.

## Plot
Tijdens een skatestunt valt Geoffrey te pletter van een reling, op de werf van een appartementsblok. Het filmpje is op YouTube gezet. Tom en Fien hebben zo al snel twee verdachten. Aannemer Antoine Vermeer en de vijand van Geoffrey Stan Van Avermaet. Antoine blijkt snel een alibi te hebben, maar Stan niet. Hij wordt bijna opgepakt, maar is Tom en Fien te slim af. Hij blijft spelletjes met hen spelen door dreigende filmpjes te plaatsen op YouTube. Hij wordt uiteindelijk opgepakt, maar raakt omdat hij opnieuw op de vlucht staat verlamd aan de benen. Is hij de effectieve dader?

## Gastrollen
- Jo Hens - Ricky Steemans
- Jakob Beks - Antoine Vermeer
- Trine Thielen - Frouke Van Loo
- Jonas Leemans - Stan Van Avermaet
- Rik Herheye - Jens De Maeyer
- Julie Borgmans - Lotte Arijs
- Philippe Zwijsen - Geoffrey
- Do Van Ranst - Wouter Van Balen (niet geregistreerd)